# Таргошин
Таргошин (пол. Targoszyn) — село в Польщі, у гміні Мсцивоюв Яворського повіту Нижньосілезького воєводства.
Населення — 929 осіб (2011).
У 1975-1998 роках село належало до Легницького воєводства.

## Демографія
Демографічна структура станом на 31 березня 2011 року:
|          | Загалом | Допрацездатний вік | Працездатний вік | Постпрацездатний вік |
| -------- | ------- | ------------------ | ---------------- | -------------------- |
| Чоловіки | 480     | 107                | 329              | 44                   |
| Жінки    | 449     | 79                 | 275              | 95                   |
| Разом    | 929     | 186                | 604              | 139                  |